# آيت مزال
آيت مزال  (بالإنجليزية: Ait Mzal)‏ هي جماعة قروية تابعة لإقليم شتوكة آيت باها ضمن جهة سوس ماسة درعة بالمغرب. بلغ مجموع عدد سكان آيت مزال  حسب إحصاءات 2004 حوالي 4555 نسمة يعيشون في 917 أسرة.

## إحصاء عام
| السنة | عدد السكان | عدد الأسر | عدد الأجانب |
| ----- | ---------- | --------- | ----------- |
| 1994  | 5017       | 983       | °°°°        |
| 2004  | 4555       | 917       | 0           |